# 陳文新
陳 文新（ちん ぶんしん、1926年9月23日 - 2021年10月7日）は、中華人民共和国の女性生物学者。専攻は土壌微生物と細菌分類学。中国共産党党員。中国科学院院士。湖南省瀏陽県出身。

## 経歴

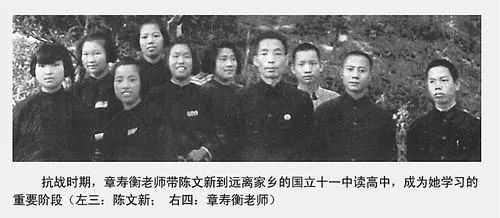
陳文新、1942年

1926年9月23日、湖南省瀏陽県鎮頭鎮で生まれる。父は毛沢東の湖南第一師範学院のクラスメートと中国共産党の革命家の陳章甫。母は毛秉琴。姉が二人いる。1930年2月、陳章甫は長沙の瀏陽門の外で中国国民党に銃殺された。
1942年に国立第十一中学（現在の岳陽市第一中学）に入学した。1945年に国立第十一中学を卒業後、鎮頭鎮の小学校で2年間教師をした。1948年、国立武漢大学農学院農業化学系に入学した。1952年に卒業。1954年にソビエト連邦ロシア国立農業大学に留学し、生物学を研究する。1958年、ロシア国立農業大学にて副博士号を取得。
1959年に帰国し、北京農業大学（現在の中国農業大学）講師や助教授を務めた。1982年から1983年までは、米国コーネル大学の訪問学者を務めた。
2021年10月7日、北京市で病気のため死去した。95歳没。

## 栄典
- 2001年、国家自然科学賞二等賞[2]
- 2001年、中国科学院院士[1]